# Meidericher Spielverein Duisburg 1998-1999
Questa voce raccoglie le informazioni riguardanti il Meidericher Spielverein Duisburg nelle competizioni ufficiali della stagione 1998-1999.

## Stagione
Nella stagione 1998-1999 il Duisburg, allenato da Friedhelm Funkel, concluse il campionato di Bundesliga al 8º posto. In Coppa di Germania il Duisburg fu eliminato agli ottavi di finale dal Bayern Monaco. In Coppa di Lega il Duisburg fu eliminato al turno preliminare dal Bayer Leverkusen. In Coppa delle Coppe il Duisburg fu eliminato al primo turno dal Genk.

## Rosa
| N. |                      | Ruolo | Calciatore           |
| -- | -------------------- | ----- | -------------------- |
| 2  | Germania (bandiera)  | C     | Thomas Hoersen       |
| 3  | Germania (bandiera)  | C     | Dietmar Hirsch       |
| 4  | Germania (bandiera)  | D     | Torsten Wohlert      |
| 5  | Polonia (bandiera)   | D     | Tomasz Hajto         |
| 6  | Danimarca (bandiera) | C     | Stig Tøfting         |
| 7  | Serbia (bandiera)    | D     | Slobodan Komljenović |
| 8  | Germania (bandiera)  | A     | Markus Osthoff       |
| 9  | Danimarca (bandiera) | A     | Erik Andersen        |
| 11 | Rep. Ceca (bandiera) | C     | Martin Frýdek        |
| 13 | Germania (bandiera)  | A     | Markus Beierle       |
| 14 | Germania (bandiera)  | C     | Marcus Wedau         |
| 15 | Germania (bandiera)  | D     | Horst Steffen        |
| 16 | Germania (bandiera)  | A     | Marius Ebbers        |

| N. |                     | Ruolo | Calciatore         |
| -- | ------------------- | ----- | ------------------ |
| 17 | Germania (bandiera) | D     | Torsten Schramm    |
| 18 | Germania (bandiera) | A     | Uwe Spies          |
| 19 | Germania (bandiera) | C     | Jörg Neun          |
| 20 | Marocco (bandiera)  | C     | Yasser El-Hamrouni |
| 21 | Germania (bandiera) | C     | Thomas Vana        |
| 22 | Germania (bandiera) | D     | Stefan Emmerling   |
| 24 | Germania (bandiera) | C     | Carsten Wolters    |
| 25 | Russia (bandiera)   | P     | Gintaras Staučė    |
| 26 | Germania (bandiera) | P     | Carsten Krämer     |
| 27 | Germania (bandiera) | D     | Peter Schyrba      |
| 28 | Germania (bandiera) | D     | Alexander Bugera   |
| 30 | Germania (bandiera) | P     | Andreas Menger     |

## Organigramma societario
Area tecnica
- Allenatore: Friedhelm Funkel
- Allenatore in seconda:
- Preparatore dei portieri:
- Preparatori atletici:

## Calciomercato

### Sessione estiva
| Acquisti | Acquisti         | Acquisti            | Acquisti |
| R.       | Nome             | da                  | Modalità |
| -------- | ---------------- | ------------------- | -------- |
| A        | Erik Andersen    | Odense              |          |
| A        | Markus Beierle   | Kickers Stoccarda   |          |
| A        | Marius Ebbers    | Duisburg II         |          |
| C        | Martin Frýdek    | Bayer Leverkusen    |          |
| C        | Thomas Hoersen   | Borussia M'gladbach |          |
| P        | Carsten Krämer   | Union Solingen      |          |
| C        | Ľubomír Moravčík | Bastia              |          |
| D        | Pascal Thüler    | Grasshoppers        |          |
| C        | Marcus Wedau     | Uerdingen 05        |          |

| Cessioni | Cessioni           | Cessioni            | Cessioni |
| R.       | Nome               | a                   | Modalità |
| -------- | ------------------ | ------------------- | -------- |
| C        | Ľubomír Moravčík   | Celtic              |          |
| P        | Holger Gehrke      | Karlsruhe           |          |
| D        | Joachim Hopp       | RW Oberhausen       |          |
| C        | Marc Kienle        | Karlsruhe           |          |
| A        | Alexandru Popovici | Tiligul             |          |
| C        | Thomas Puschmann   | St. Pauli           |          |
| D        | Markus Reiter      | Borussia M'gladbach |          |
| A        | Bachirou Salou     | Borussia Dortmund   |          |
| A        | Niklas Skoog       | Norimberga          |          |
| C        | Michael Zeyer      | Stoccarda           |          |

### Sessione invernale
| Acquisti | Acquisti         | Acquisti      | Acquisti |
| R.       | Nome             | da            | Modalità |
| -------- | ---------------- | ------------- | -------- |
| D        | Alexander Bugera | Bayern Monaco |          |
| A        | Mamadou Diallo   | Lillestrøm    |          |
| P        | Andreas Menger   | Colonia       |          |

| Cessioni | Cessioni      | Cessioni   | Cessioni |
| R.       | Nome          | a          | Modalità |
| -------- | ------------- | ---------- | -------- |
| P        | Thomas Gill   | Copenaghen |          |
| C        | Adem Kapič    | Gorica     |          |
| D        | Pascal Thüler | San Gallo  |          |

## Risultati

### Bundesliga

#### Girone di andata
| Arbitro: | Fandel |

|                       |           |              |
| Spies 17’ Hoersen 47’ | Marcatori | 25’ Sobotzik |

| Arbitro: | Kemmling |

|                                             |           |           |
| Jancker 20’ Strunz 63’ Effenberg 86’ (rig.) | Marcatori | 23’ Wedau |

| Arbitro: | Keßler |

|            |           |             |
| Beierle 8’ | Marcatori | 56’ Winkler |

| Arbitro: | Stark |

|                                            |           |  |
| Zallmann 77’ Neuville 83’ (rig.) Pamić 89’ | Marcatori |  |

| Arbitro: | Heynemann |

|                                   |           |                              |
| Schneider 8’ (aut.) Emmerling 90’ | Marcatori | 70’ (rig.) Polster 86’ Villa |

| Arbitro: | Wack |

|                      |           |                             |
| Iashvili 9’ Kohl 62’ | Marcatori | 49’ (rig.) Neun 58’ Hoersen |

| Arbitro: | Koop |

|                         |           |  |
| Hoersen 43’ Beierle 56’ | Marcatori |  |

| Arbitro: | Berg |

|                                             |           |             |
| Gravesen 17’ Kir'jakov 37’, 70’, 79’ (rig.) | Marcatori | 90’ Beierle |

| Duisburg 25 ottobre 1998, ore 18:00 CEST 9ª giornata | Duisburg | 0 – 0 referto | Hertha Berlino | Wedaustadion (13 430 spett.)\| Arbitro: \| Wagner \| |
| Arbitro:                                             | Wagner   |               |                |                                                      |

| Arbitro: | Dardenne |

|                |           |          |
| Bogdanović 73’ | Marcatori | 24’ Neun |

| Arbitro: | Weiner |

|          |           |            |
| Vana 78’ | Marcatori | 24’ Gerber |

| Arbitro: | Fleischer |

|                          |           |  |
| Ricken 11’ Chapuisat 35’ | Marcatori |  |

| Arbitro: | Keßler |

|                        |           |  |
| Wedau 30’ Andersen 74’ | Marcatori |  |

| Arbitro: | Heynemann |

|                             |           |  |
| Eijkelkamp 36’ Goossens 59’ | Marcatori |  |

| Arbitro: | Buchhart |

|                     |           |  |
| Rink 1’ Emerson 60’ | Marcatori |  |

| Arbitro: | Krug |

|                                             |           |                            |
| Dammeier 40’ Akonnor 48’ Juskowiak 69’, 90’ | Marcatori | 57’ (aut.) Nowak 75’ Spies |

| Arbitro: | Fandel |

|                                      |           |            |
| Beierle 49’ Tøfting 64’ Andersen 90’ | Marcatori | 41’ Rösler |

#### Girone di ritorno
| Francoforte sul Meno 19 dicembre 1998, ore 15:30 CET 18ª giornata | Eintracht Francoforte | 0 – 0 referto | Duisburg | Waldstadion (17 000 spett.)\| Arbitro: \| Albrecht \| |
| Arbitro:                                                          | Albrecht              |               |          |                                                       |

| Arbitro: | Steinborn |

|  |           |                                      |
|  | Marcatori | 26’ Jancker 43’ Effenberg 71’ Helmer |

| Monaco di Baviera 27 febbraio 1999, ore 15:30 CET 20ª giornata | Monaco 1860 | 0 – 0 referto | Duisburg | Stadio Olimpico (30 000 spett.)\| Arbitro: \| Koop \| |
| Arbitro:                                                       | Koop        |               |          |                                                       |

| Arbitro: | Wagner |

|                                  |           |                 |
| Beierle 31’, 34’, 44’ Bugera 67’ | Marcatori | 88’ Breitkreutz |

| Arbitro: | Wack |

|  |           |                       |
|  | Marcatori | 58’ Spies 77’ Tøfting |

| Arbitro: | Keßler |

|             |           |  |
| Beierle 56’ | Marcatori |  |

| Stoccarda 3 aprile 1999, ore 20:00 CEST 24ª giornata | Stoccarda | 0 – 0 referto | Duisburg | Gottlieb-Daimler-Stadion (24 500 spett.)\| Arbitro: \| Kemmling \| |
| Arbitro:                                             | Kemmling  |               |          |                                                                    |

| Arbitro: | Strampe |

|                     |           |                              |
| Osthoff 6’ Hajto 7’ | Marcatori | 58’ Groth 63’, 75’ Dembiński |

| Arbitro: | Fandel |

|            |           |                                            |
| Preetz 70’ | Marcatori | 18’ Wolters 50’ (aut.) van Burik 79’ Wedau |

| Arbitro: | Merk |

|                             |           |  |
| Hajto 8’ (rig.) Osthoff 60’ | Marcatori |  |

| Arbitro: | Steinborn |

|  |           |                        |
|  | Marcatori | 4’ Wohlert 90’ Beierle |

| Arbitro: | Stark |

|                                  |           |                               |
| Spies 30’ Hirsch 40’ Beierle 42’ | Marcatori | 45’ (rig.) Stević 79’ Nijhuis |

| Arbitro: | Zerr |

|  |           |                       |
|  | Marcatori | 25’ Hajto 55’ Wohlert |

| Arbitro: | Wack |

|           |           |                       |
| Hajto 37’ | Marcatori | 47’ Müller 82’ Mulder |

| Duisburg 15 maggio 1999, ore 15:30 CEST 32ª giornata | Duisburg | 0 – 0 referto | Bayer Leverkusen | Wedaustadion (16 043 spett.)\| Arbitro: \| Albrecht \| |
| Arbitro:                                             | Albrecht |               |                  |                                                        |

| Arbitro: | Krug |

|                            |           |  |
| Marschall 3’, 25’ Buck 36’ | Marcatori |  |

| Arbitro: | Berg |

|                                                      |           |               |
| Spies 34’, 83’ Beierle 37’, 56’, 68’ Komljenović 70’ | Marcatori | 25’ Juskowiak |

### Coppa di Germania
| Arbitro: | Hilmes |

|  |           |                                |
|  | Marcatori | 18’ Vana 19’ Beierle 35’ Wedau |

| Arbitro: | Fleischer |

|                 |           |                      |
| Noll 40’ (rig.) | Marcatori | 44’ Neun 90’ Beierle |

| Arbitro: | Zerr |

|                  |           |                                          |
| Beierle 37’, 50’ | Marcatori | 56’, 60’ Élber 76’ Jeremies 89’ Lizarazu |

### Coppa di Lega
| Arbitro: | Merk |

|                                   |           |  |
| Beinlich 13’ Kirsten 46’ Rink 64’ | Marcatori |  |

### Coppa delle Coppe
| Arbitro: | Krondl |

|           |           |           |
| Wedau 82’ | Marcatori | 61’ Reini |

| Arbitro: | Nilsson |

|                                                 |           |  |
| Oulare 12’, 48’ Strupar 30’ Guðjónsson 71’, 77’ | Marcatori |  |

## Statistiche

### Statistiche di squadra
| Competizione      | Punti | In casa | In casa | In casa | In casa | In casa | In casa | In trasferta | In trasferta | In trasferta | In trasferta | In trasferta | In trasferta | Totale | Totale | Totale | Totale | Totale | Totale | DR |
| Competizione      | Punti | G       | V       | N       | P       | Gf      | Gs      | G            | V            | N            | P            | Gf           | Gs           | G      | V      | N      | P      | Gf     | Gs     | DR |
| ----------------- | ----- | ------- | ------- | ------- | ------- | ------- | ------- | ------------ | ------------ | ------------ | ------------ | ------------ | ------------ | ------ | ------ | ------ | ------ | ------ | ------ | -- |
| Bundesliga        | 49    | 17      | 9       | 5       | 3       | 32      | 18      | 17           | 4            | 5            | 8            | 16           | 27           | 34     | 13     | 10     | 11     | 48     | 45     | +3 |
| Coppa di Germania | -     | 1       | 0       | 0       | 1       | 2       | 4       | 2            | 2            | 0            | 0            | 5            | 1            | 3      | 2      | 0      | 1      | 7      | 5      | +2 |
| Coppa di Lega     | -     | 0       | 0       | 0       | 0       | 0       | 0       | 1            | 0            | 0            | 1            | 0            | 3            | 1      | 0      | 0      | 1      | 0      | 3      | -3 |
| Coppa delle Coppe | -     | 1       | 0       | 1       | 0       | 1       | 1       | 1            | 0            | 0            | 1            | 0            | 5            | 2      | 0      | 1      | 1      | 1      | 6      | -5 |
| Totale            | 49    | 19      | 9       | 6       | 4       | 35      | 23      | 21           | 6            | 5            | 10           | 21           | 36           | 40     | 15     | 11     | 14     | 56     | 59     | -3 |

### Andamento in campionato
| Giornata  | 1 | 2  | 3  | 4  | 5  | 6  | 7  | 8  | 9  | 10 | 11 | 12 | 13 | 14 | 15 | 16 | 17 | 18 | 19 | 20 | 21 | 22 | 23 | 24 | 25 | 26 | 27 | 28 | 29 | 30 | 31 | 32 | 33 | 34 |
| --------- | - | -- | -- | -- | -- | -- | -- | -- | -- | -- | -- | -- | -- | -- | -- | -- | -- | -- | -- | -- | -- | -- | -- | -- | -- | -- | -- | -- | -- | -- | -- | -- | -- | -- |
| Luogo     | C | T  | C  | T  | C  | T  | C  | T  | C  | T  | C  | T  | C  | T  | T  | T  | C  | T  | C  | T  | C  | T  | C  | T  | C  | T  | C  | T  | C  | T  | C  | C  | T  | C  |
| Risultato | V | P  | N  | P  | N  | N  | V  | P  | N  | N  | N  | P  | V  | P  | P  | P  | V  | N  | P  | N  | V  | V  | V  | N  | P  | V  | V  | V  | V  | V  | P  | N  | P  | V  |
| Posizione | 3 | 11 | 12 | 14 | 13 | 13 | 10 | 12 | 12 | 13 | 13 | 14 | 13 | 13 | 14 | 12 | 12 | 13 | 14 | 14 | 12 | 10 | 9  | 10 | 10 | 9  | 8  | 7  | 8  | 7  | 8  | 8  | 8  | 8  |

Legenda:

Luogo: C = Casa; T = Trasferta. Risultato: V = Vittoria; N = Pareggio; P = Sconfitta.

### Statistiche dei giocatori
| Giocatore      | Bundesliga | Bundesliga | Bundesliga  | Bundesliga | Coppa di Germania | Coppa di Germania | Coppa di Germania | Coppa di Germania | Coppa di Lega | Coppa di Lega | Coppa di Lega | Coppa di Lega | Coppa delle Coppe | Coppa delle Coppe | Coppa delle Coppe | Coppa delle Coppe | Totale   | Totale | Totale      | Totale     |
| Giocatore      | Presenze   | Reti       | Ammonizioni | Espulsioni | Presenze          | Reti              | Ammonizioni       | Espulsioni        | Presenze      | Reti          | Ammonizioni   | Espulsioni    | Presenze          | Reti              | Ammonizioni       | Espulsioni        | Presenze | Reti   | Ammonizioni | Espulsioni |
| -------------- | ---------- | ---------- | ----------- | ---------- | ----------------- | ----------------- | ----------------- | ----------------- | ------------- | ------------- | ------------- | ------------- | ----------------- | ----------------- | ----------------- | ----------------- | -------- | ------ | ----------- | ---------- |
| E. Andersen    | 24         | 2          | 0           | 0          | 3                 | 0                 | 0                 | 0                 | 0             | 0             | 0             | 0             | 1                 | 0                 | 0                 | 0                 | 28       | 2      | 0           | 0          |
| M. Beierle     | 28         | 13         | 2           | 0          | 3                 | 4                 | 0                 | 0                 | 1             | 0             | 0             | 0             | 2                 | 0                 | 0                 | 0                 | 34       | 17     | 2           | 0          |
| A. Bugera      | 13         | 1          | 2           | 0          | 0                 | 0                 | 0                 | 0                 | 0             | 0             | 0             | 0             | 0                 | 0                 | 0                 | 0                 | 13       | 1      | 2           | 0          |
| M. Diallo      | 7          | 0          | 1           | 0          | 0                 | 0                 | 0                 | 0                 | 0             | 0             | 0             | 0             | 0                 | 0                 | 0                 | 0                 | 7        | 0      | 1           | 0          |
| M. Ebbers      | 2          | 0          | 0           | 0          | 0                 | 0                 | 0                 | 0                 | 0             | 0             | 0             | 0             | 0                 | 0                 | 0                 | 0                 | 2        | 0      | 0           | 0          |
| Y. El-Hamrouni | 0          | 0          | 0           | 0          | 0                 | 0                 | 0                 | 0                 | 0             | 0             | 0             | 0             | 0                 | 0                 | 0                 | 0                 | 0        | 0      | 0           | 0          |
| S. Emmerling   | 23         | 1          | 5           | 2          | 1                 | 0                 | 0                 | 0                 | 1             | 0             | 0             | 0             | 2                 | 0                 | 0                 | 0                 | 27       | 1      | 5           | 2          |
| M. Frýdek      | 5          | 0          | 0           | 0          | 1                 | 0                 | 0                 | 0                 | 0             | 0             | 0             | 0             | 0                 | 0                 | 0                 | 0                 | 6        | 0      | 0           | 0          |
| T. Gill        | 12         | 0          | 1           | 0          | 3                 | 0                 | 0                 | 0                 | 1             | 0             | 0             | 0             | 2                 | 0                 | 0                 | 0                 | 18       | 0      | 1           | 0          |
| T. Hajto       | 29         | 4          | 16          | 0          | 3                 | 0                 | 1                 | 0                 | 0             | 0             | 0             | 0             | 2                 | 0                 | 2                 | 0                 | 34       | 4      | 19          | 0          |
| D. Hirsch      | 29         | 1          | 13          | 0          | 3                 | 0                 | 1                 | 0                 | 1             | 0             | 0             | 0             | 1                 | 0                 | 0                 | 0                 | 34       | 1      | 14          | 0          |
| T. Hoersen     | 15         | 3          | 3           | 0          | 1                 | 0                 | 0                 | 0                 | 1             | 0             | 0             | 0             | 2                 | 0                 | 0                 | 0                 | 19       | 3      | 3           | 0          |
| A. Kapič       | 0          | 0          | 0           | 0          | 0                 | 0                 | 0                 | 0                 | 0             | 0             | 0             | 0             | 0                 | 0                 | 0                 | 0                 | 0        | 0      | 0           | 0          |
| S. Komljenović | 31         | 1          | 1           | 0          | 3                 | 0                 | 0                 | 0                 | 1             | 0             | 0             | 0             | 2                 | 0                 | 0                 | 0                 | 37       | 1      | 1           | 0          |
| C. Krämer      | 0          | 0          | 0           | 0          | 0                 | 0                 | 0                 | 0                 | 0             | 0             | 0             | 0             | 0                 | 0                 | 0                 | 0                 | 0        | 0      | 0           | 0          |
| A. Menger      | 2          | 0          | 0           | 0          | 0                 | 0                 | 0                 | 0                 | 0             | 0             | 0             | 0             | 0                 | 0                 | 0                 | 0                 | 2        | 0      | 0           | 0          |
| L. Moravčík    | 5          | 0          | 0           | 0          | 2                 | 0                 | 0                 | 0                 | 1             | 0             | 0             | 0             | 1                 | 0                 | 0                 | 0                 | 9        | 0      | 0           | 0          |
| J. Neun        | 25         | 2          | 9           | 0          | 3                 | 1                 | 1                 | 0                 | 0             | 0             | 0             | 0             | 2                 | 0                 | 1                 | 0                 | 30       | 3      | 11          | 0          |
| M. Osthoff     | 24         | 2          | 11          | 0          | 2                 | 0                 | 1                 | 0                 | 1             | 0             | 0             | 0             | 0                 | 0                 | 0                 | 0                 | 27       | 2      | 12          | 0          |
| T. Schramm     | 10         | 0          | 1           | 0          | 0                 | 0                 | 0                 | 0                 | 0             | 0             | 0             | 0             | 0                 | 0                 | 0                 | 0                 | 10       | 0      | 1           | 0          |
| P. Schyrba     | 1          | 0          | 0           | 0          | 0                 | 0                 | 0                 | 0                 | 0             | 0             | 0             | 0             | 0                 | 0                 | 0                 | 0                 | 1        | 0      | 0           | 0          |
| U. Spies       | 32         | 6          | 0           | 0          | 3                 | 0                 | 0                 | 0                 | 1             | 0             | 0             | 0             | 2                 | 0                 | 0                 | 0                 | 38       | 6      | 0           | 0          |
| G. Staučė      | 20         | 0          | 1           | 0          | 0                 | 0                 | 0                 | 0                 | 0             | 0             | 0             | 0             | 0                 | 0                 | 0                 | 0                 | 20       | 0      | 1           | 0          |
| H. Steffen     | 0          | 0          | 0           | 0          | 0                 | 0                 | 0                 | 0                 | 0             | 0             | 0             | 0             | 0                 | 0                 | 0                 | 0                 | 0        | 0      | 0           | 0          |
| P. Thüler      | 0          | 0          | 0           | 0          | 0                 | 0                 | 0                 | 0                 | 0             | 0             | 0             | 0             | 0                 | 0                 | 0                 | 0                 | 0        | 0      | 0           | 0          |
| S. Tøfting     | 28         | 2          | 4           | 0          | 3                 | 0                 | 0                 | 0                 | 1             | 0             | 0             | 0             | 2                 | 0                 | 0                 | 0                 | 34       | 2      | 4           | 0          |
| T. Vana        | 14         | 1          | 1           | 0          | 2                 | 1                 | 0                 | 0                 | 1             | 0             | 0             | 0             | 1                 | 0                 | 0                 | 0                 | 18       | 2      | 1           | 0          |
| M. Wedau       | 28         | 3          | 5           | 0          | 3                 | 1                 | 0                 | 0                 | 1             | 0             | 0             | 0             | 2                 | 1                 | 0                 | 0                 | 34       | 5      | 5           | 0          |
| T. Wohlert     | 30         | 2          | 6           | 0          | 2                 | 0                 | 0                 | 0                 | 1             | 0             | 0             | 0             | 2                 | 0                 | 1                 | 0                 | 35       | 2      | 7           | 0          |
| C. Wolters     | 26         | 1          | 5           | 0          | 1                 | 0                 | 0                 | 0                 | 0             | 0             | 0             | 0             | 1                 | 0                 | 0                 | 0                 | 28       | 1      | 5           | 0          |